# Axel Ender

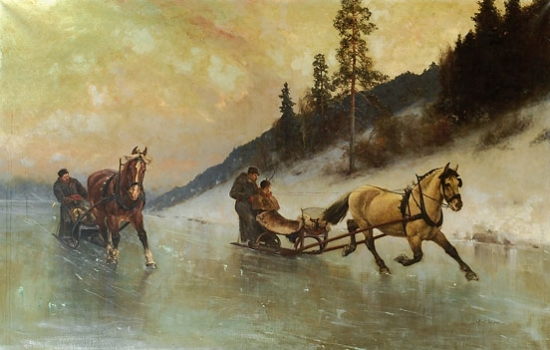
Sledekjøring på isen

Axel Hjalmar Ender, född 14 september 1853, död 1920, var en norsk målare och skulptör.
Axel Hjalmar Ender fann som målare främst sina motiv i vardagslivet, och verkade även som bildhuggare och visade som sådan ett utpräglat intresse för monumentalplastik. Som Enders främsta verk räknas Toredenskjoldstatyn i Oslo. Ender är representerad vid bland annat Nationalmuseum i Stockholm.